# 멜빌섬 (캐나다)
멜빌섬(Melville Island)은 캐나다 북부의 무인도이다. 면적은 42,149 km2로 세계에서 33번째로 큰 섬이며, 캐나다에서는 8번째 큰 섬이다. 서부는 노스웨스트 준주, 동부는 누나부트 준주에 속한다.